# USS LST-404
O USS LST-404 foi um navio de guerra norte-americano da classe LST que operou durante a Segunda Guerra Mundial.